# 3-乙酰氧基吗啡
3-乙酰氧基吗啡（称为或羟吗啡酮乙酸酯）是一种含氮有机化合物，化学式C
19H
21NO
5，属于羟吗啡酮的乙酰基衍生物，能用作類阿片镇痛药。